# Lakeville (Connecticut)
Lakeville é uma região censitária "census-designated place" (CDP) no condado de Litchfield, Connecticut, Estados Unidos, próximo ao condado de Dutchess, em Nova York. Fica na cidade de Salisbury, mas possui seu próprio "ZIP Code" (06039). De acordo com o censo de 2010, a população de Lakeville era de 928, de um total de 3.741 em toda a cidade de Salisbury. A "Hotchkiss School" está localizada em Lakeville, e a "Indian Mountain School" fica nas proximidades.